# Song for Guy
Singles de Elton John
Part-Time Love
(1978) Are You Ready for Love
(1979)

Song for Guy est une chanson quasi-instrumentale écrite par Elton John et parue dans l'album A Single Man, en 1978. 
Hommage à un jeune coursier de la maison de disques Rocket Records, Guy Burchett, tué dans un accident de moto à l'âge de 17 ans, Song for Guy est paru en single comme deuxième extrait de l'album et rencontre un énorme succès, puisqu'il se classe à la quatrième position des charts britanniques dès sa sortie et à la sixième place dans le hit-parade néerlandais.

## Historique
Dernière chanson de l'album, John déclara dans les notes de la pochette du single 45 tours concernant l'écriture du titre : 

« Pendant que j'ai écrit cette chanson un dimanche, je m'imaginais flotter dans l'espace et regardant mon propre corps. Je m'imaginais en train de mourir. Obsédé par ces pensées morbides, j'ai écrit cette chanson sur la mort. Le lendemain, on m'a dit que Guy (Burchett), notre coursier de 17 ans, s'était tragiquement tué sur sa moto la veille. Guy est mort le jour où j'ai écrit cette chanson »

— Elton John,.

## Description musicale
Song for Guy débute avec les premières notes joués au piano seul, puis, peu de temps après l'introduction, une section de percussions arrive, suivi de carillons et une couche de synthétiseurs dans la répétition de la mélodie. Bien qu'étant majoritairement instrumental, le titre contient, à la fin, les paroles chantées « Life isn't everything » (« la vie n'est pas tout »), répétées sur la ligne mélodique principale.

## Parution et réception
Paru en single fin 1978 au Royaume-Uni et écourté de plus d'une minute et demie, Song for Guy rencontre un énorme succès dans les charts britanniques : classé dix semaines au UK Singles Chart, il atteint la quatrième place, sa meilleure position dans le classement, durant sa cinquième semaine.
Le single connaît un succès en Belgique, où il se classe en neuvième position des charts.
En France, le single se vend à plus de 250 000 exemplaires.

## Classements et certifications
| Classement (1978-79)                   | Meilleure place |
| -------------------------------------- | --------------- |
| Afrique du Sud (Springbok Chart)       | 4               |
| Australie (Kent Music Report)          | 14              |
| Allemagne (Media Control AG)           | 22              |
| Belgique (Flandre Ultratop 50 Singles) | 9               |
| France (SNEP)                          | 8               |
| Irlande (IRMA)                         | 7               |
| Nouvelle-Zélande (RMNZ)                | 7               |
| Pays-Bas (Single Top 100)              | 11              |
| Royaume-Uni (UK Singles Chart)         | 4               |
| Zimbabwe                               | 20              |
| États-Unis (Adult Contemporary)        | 37              |

| Classement (1979) | Meilleure place |
| ----------------- | --------------- |
| France (SNEP)     | 49              |

| Pays              | Certification | Date             |
| ----------------- | ------------- | ---------------- |
| Royaume-Uni (BPI) | Argent        | 1er janvier 1979 |

## Réutilisation
Un extrait de cette chanson est utilisé dans le troisième épisode de la quatrième saison de la série télévisée The Crown.